# Sergio González (voleibolista)
Sergio Reynaldo González Bayard  (10 de junho de 1990) é um jogador de vôlei de praia cubano.

## Carreira
Em 2011 disputou os Jogos Pan-Americanos de Guadalajara ao lado de Karell Piña Ventoza quando terminaram na quinta posição.
Em 2014 formava dupla com Nivaldo Díaz na conquista da medalha de ouro nos Jogos Centro-Americanos e do Caribe 2014 em Veracruze com este mesmo jogador representou seu país nos Jogos Pan-Americanos de 2015 realizado em Toronto conquistado a medalha de bronze Jogos Olímpicos de Verão de 2016, terminando em oitavo lugar, caindo nas quartas-de-finais.
Na edição dos Jogos Centro-Americanos e do Caribe de 2018 em Barranquilla atuou novamente ao lado de Nivaldo Díaz e sagraram-se bicampeões consecutivamente.
A partir de 2019 passou a jogar com Luis Reyes no Circuito Mundial de Vôlei de Praia, também conquistaram o bronze na etapa de Aguascalientes pelo Circuito NORCECA de Vôlei de Praia, alcançando o vice-campeonato na etapa de Grande Caimão, além dos títulos em Manágua e Varadero.

## Títulos e resultados
- Etapa de Varadero do Circuito NORCECA de Vôlei de Praia:2019
- Etapa de Manágua do Circuito NORCECA de Vôlei de Praia:2019
- Etapa de Grande Caimão do Circuito NORCECA de Vôlei de Praia:2019
- Etapa de Aguascalientes do Circuito NORCECA de Vôlei de Praia:2019